# Pujaut (Gard)
Pujaut (Pueg Aut en occitan provençal selon la norme dite classique et Pijau(t) selon la norme mistralienne) est une commune française située dans l'est du département du Gard, en région Occitanie. Elle fait partie du Grand Avignon.
Exposée à un climat méditerranéen, elle est drainée par divers petits cours d'eau. La commune possède un patrimoine naturel remarquable composé de deux zones naturelles d'intérêt écologique, faunistique et floristique.
Pujaut est une commune rurale qui compte 3 911 habitants en 2022, après avoir connu une forte hausse de la population depuis 1962. Elle est ville-centre de l'agglomération de Pujaut et fait partie de l'aire d'attraction d'Avignon. Ses habitants sont appelés les Pujaulains ou  Pujaulaines.

## Géographie

### Localisation

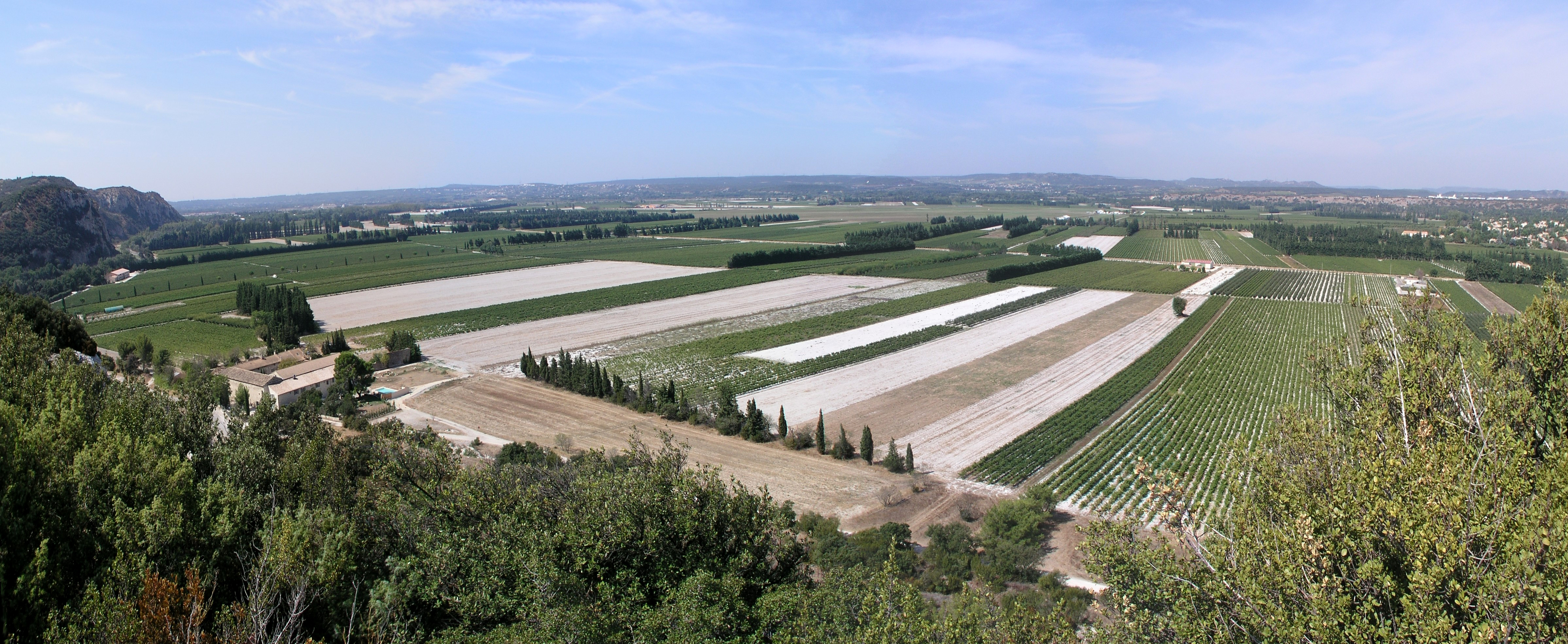
Le parcellaire de Pujaut vu depuis « la Montagne ». Les champs ont été mis en culture après l'assèchement de l'étang.

Bien qu'administrativement dans le Gard, Pujaut est situé à seulement 8 km d'Avignon et de ce fait tourné de manière préférentielle vers le Vaucluse. Pujaut est un village du Languedoc de culture provençale.

### Communes limitrophes
Les communes limitrophes sont Rochefort-du-Gard, Roquemaure, Sauveterre, Tavel et Villeneuve-lès-Avignon.

### Climat
Pour des articles plus généraux, voir Climat de l'Occitanie et Climat du Gard.
En 2010, le climat de la commune est de type climat méditerranéen franc, selon une étude s'appuyant sur une série de données couvrant la période 1971-2000. En 2020, Météo-France publie une typologie des climats de la France métropolitaine dans laquelle la commune est exposée à un climat méditerranéen et est dans la région climatique Provence, Languedoc-Roussillon, caractérisée par une pluviométrie faible en été, un très bon ensoleillement (2 600 h/an), un été chaud (21,5 °C), un air très sec en été, sec en toutes saisons, des vents forts (fréquence de 40 à 50 % de vents > 5 m/s) et peu de brouillards.
Pour la période 1971-2000, la température annuelle moyenne est de 14,2 °C, avec une amplitude thermique annuelle de 17,6 °C. Le cumul annuel moyen de précipitations est de 700 mm, avec 5,6 jours de précipitations en janvier et 2,9 jours en juillet. Pour la période 1991-2020, la température moyenne annuelle observée sur la station météorologique installée sur la commune est de 14,6 °C et le cumul annuel moyen de précipitations est de 672,8 mm,. Pour l'avenir, les paramètres climatiques de la commune estimés pour 2050 selon différents scénarios d'émission de gaz à effet de serre sont consultables sur un site dédié publié par Météo-France en novembre 2022.
| Mois                                  | jan.           | fév.          | mars            | avril           | mai           | juin           | jui.           | août          | sep.           | oct.            | nov.          | déc.          | année      |
| ------------------------------------- | -------------- | ------------- | --------------- | --------------- | ------------- | -------------- | -------------- | ------------- | -------------- | --------------- | ------------- | ------------- | ---------- |
| Température minimale moyenne (°C)     | 2              | 2,2           | 4,7             | 7,1             | 10,8          | 14,7           | 17             | 16,7          | 13             | 10,1            | 5,7           | 2,7           | 8,9        |
| Température moyenne (°C)              | 6,3            | 7,2           | 10,6            | 13,2            | 17,2          | 21,3           | 23,9           | 23,6          | 19,3           | 15,3            | 10,1          | 6,8           | 14,6       |
| Température maximale moyenne (°C)     | 10,5           | 12,2          | 16,4            | 19,4            | 23,6          | 28             | 30,8           | 30,6          | 25,5           | 20,6            | 14,4          | 10,9          | 20,2       |
| Record de froid (°C) date du record   | −10,3 02.01.02 | −7,5 04.02.12 | −9,2 02.03.05   | −3,7 18.04.1997 | 1,7 04.05.21  | 5,7 21.06.1992 | 7,3 12.07.1993 | 7,6 23.08.07  | 3,7 14.09.1998 | −2,5 23.10.1992 | −7,4 28.11.05 | −9 21.12.09   | −10,3 2002 |
| Record de chaleur (°C) date du record | 20,8 31.01.20  | 24,2 27.02.19 | 26,7 18.03.1997 | 30,4 29.04.05   | 33,9 31.05.01 | 41,1 28.06.19  | 39,9 31.07.18  | 41,6 22.08.23 | 35,3 23.09.18  | 31,4 01.10.23   | 23,6 01.11.22 | 19,8 29.12.21 | 41,6 2023  |
| Précipitations (mm)                   | 53,3           | 35,3          | 38,2            | 60,8            | 51,9          | 39,4           | 31,4           | 36,9          | 93,2           | 88,2            | 95,9          | 48,3          | 672,8      |

### Milieux naturels et biodiversité

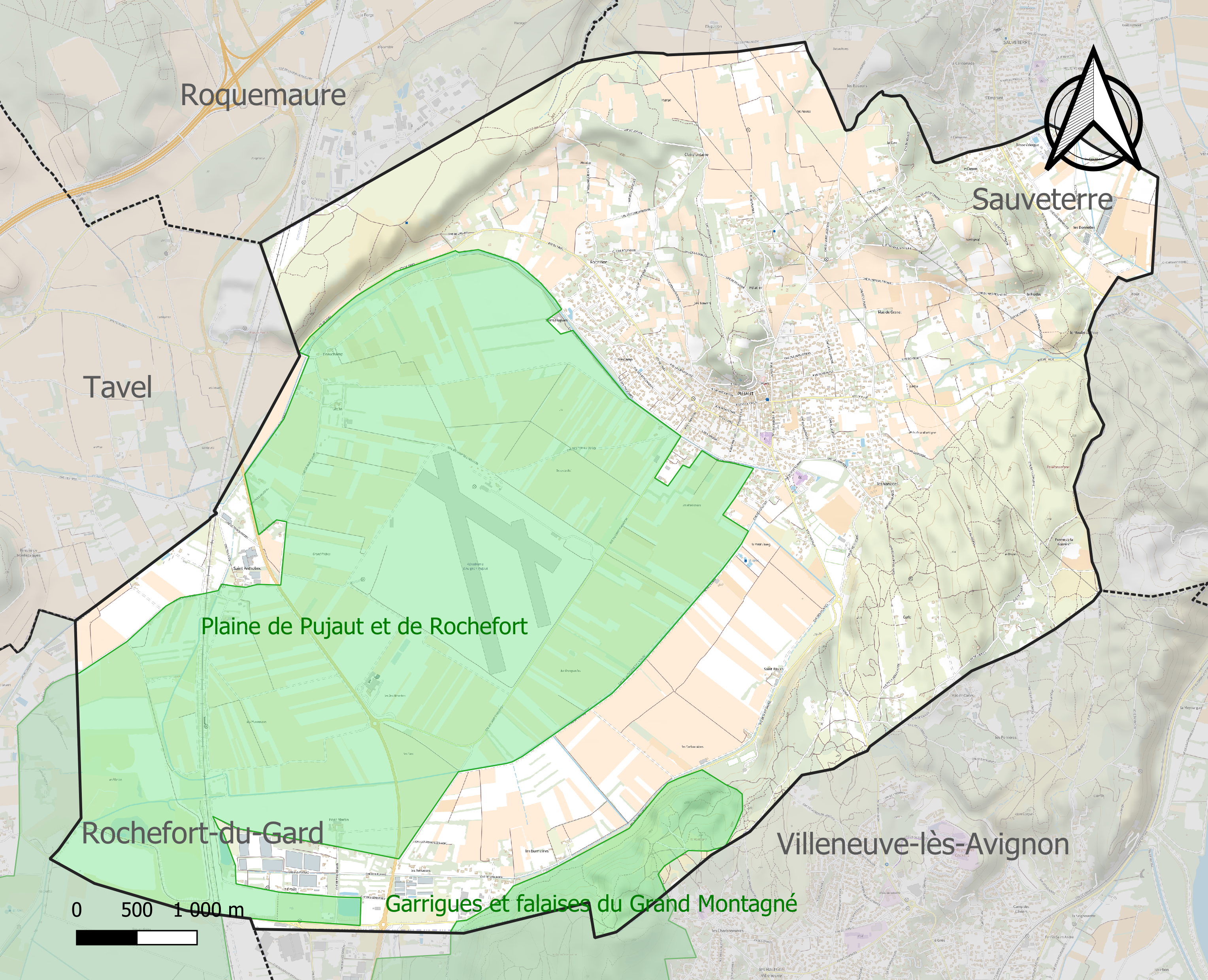
Carte des ZNIEFF de type 1 localisées sur la commune.

L’inventaire des zones naturelles d'intérêt écologique, faunistique et floristique (ZNIEFF) a pour objectif de réaliser une couverture des zones les plus intéressantes sur le plan écologique, essentiellement dans la perspective d’améliorer la connaissance du patrimoine naturel national et de fournir aux différents décideurs un outil d’aide à la prise en compte de l’environnement dans l’aménagement du territoire.
Deux ZNIEFF de type 1 sont recensées sur la commune :
les « garrigues et falaises du Grand Montagné » (264 ha), couvrant 4 communes du département, et 
la « plaine de Pujaut et de Rochefort » (1 368 ha), couvrant 3 communes du département.

## Urbanisme

### Typologie
Au 1er janvier 2024, Pujaut est catégorisée bourg rural, selon la nouvelle grille communale de densité à sept niveaux définie par l'Insee en 2022.
Elle appartient à l'unité urbaine de Pujaut, une agglomération intra-départementale regroupant deux  communes, dont elle est ville-centre,,. Par ailleurs la commune fait partie de l'aire d'attraction d'Avignon, dont elle est une commune de la couronne,. Cette aire, qui regroupe 48 communes, est catégorisée dans les aires de 200 000 à moins de 700 000 habitants,.

### Occupation des sols

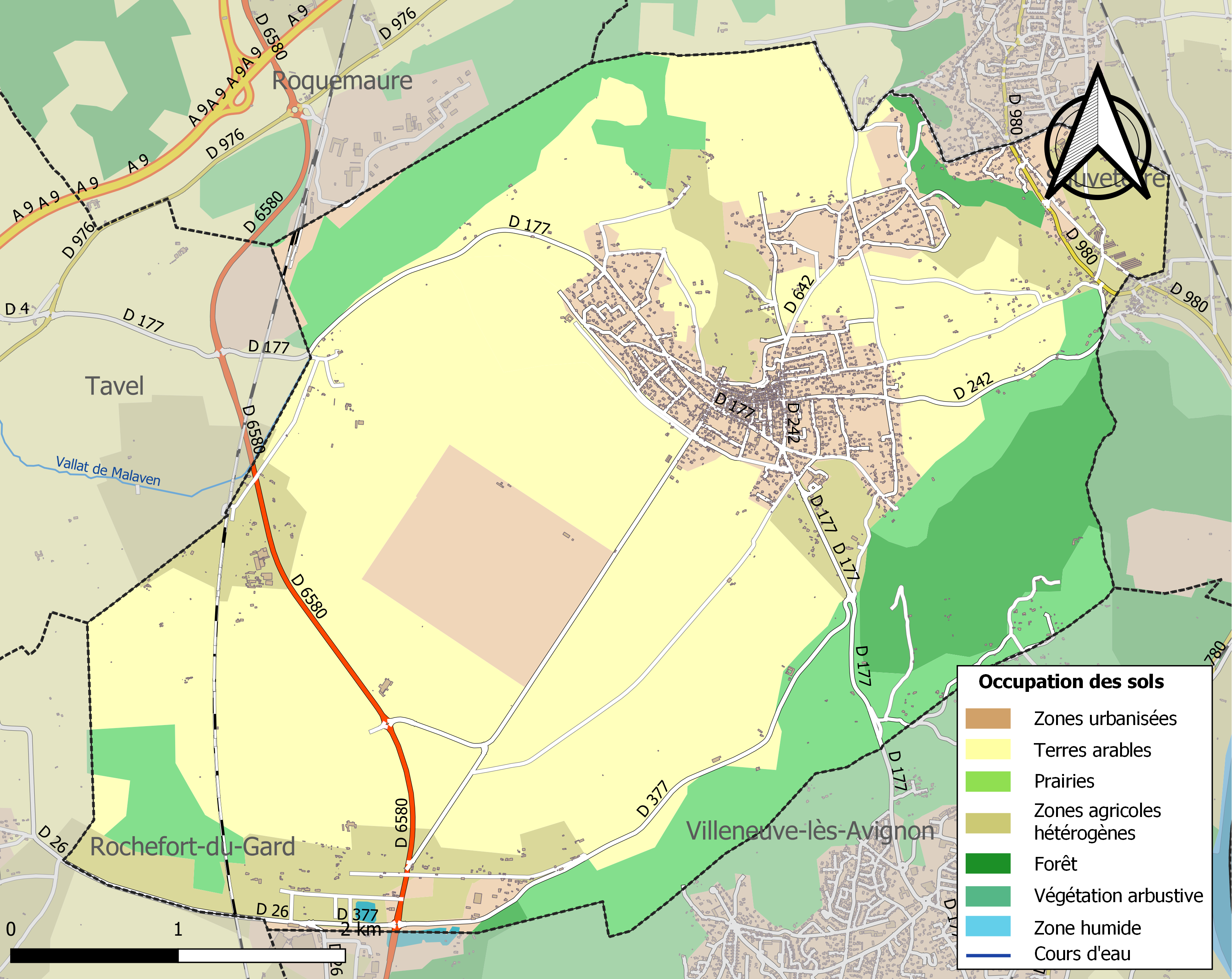
Carte des infrastructures et de l'occupation des sols de la commune en 2018 (CLC).

L'occupation des sols de la commune, telle qu'elle ressort de la base de données européenne d’occupation biophysique des sols Corine Land Cover (CLC), est marquée par l'importance des territoires agricoles (63,1 % en 2018), en diminution par rapport à 1990 (66,7 %). La répartition détaillée en 2018 est la suivante : 
cultures permanentes (49,2 %), milieux à végétation arbustive et/ou herbacée (14,8 %), zones agricoles hétérogènes (12,2 %), zones urbanisées (9,6 %), forêts (6,6 %), espaces verts artificialisés, non agricoles (4,8 %), terres arables (1,7 %), zones industrielles ou commerciales et réseaux de communication (0,9 %), mines, décharges et chantiers (0,3 %). L'évolution de l’occupation des sols de la commune et de ses infrastructures peut être observée sur les différentes représentations cartographiques du territoire : la carte de Cassini (XVIIIe siècle), la carte d'état-major (1820-1866) et les cartes ou photos aériennes de l'IGN pour la période actuelle (1950 à aujourd'hui).

### Risques majeurs
Le territoire de la commune de Pujaut est vulnérable à différents aléas naturels : météorologiques (tempête, orage, neige, grand froid, canicule ou sécheresse), inondations, feux de forêts et séisme (sismicité modérée). Il est également exposé à trois risques technologiques, le transport de matières dangereuses et  le risque industriel et la rupture d'un barrage. Un site publié par le BRGM permet d'évaluer simplement et rapidement les risques d'un bien localisé soit par son adresse soit par le numéro de sa parcelle.

#### Risques naturels
La commune fait partie du territoire à risques importants d'inondation (TRI) d'Avignon – plaine du Tricastin – Basse vallée de la Durance, regroupant 90 communes du bassin de vie d'Avignon, Orange et de la basse vallée de la Durance, un des 31 TRI qui ont été arrêtés fin 2012 sur le bassin Rhône-Méditerranée. Il a été retenu au regard des risques de débordements du Rhône, de la Durance, de la Cèze, du Lez (84), de l'Ardèche, de l'Eygues, du Rieu (Foyro), de la Meyne, de l'Ouvèze, des Sorgues, des rivières du Sud-Ouest du mont Ventoux, de la Nesque, du Calavon et de l'Èze. Les crues récentes significatives sont celles d'octobre 1993 (Rhône-Lez), de janvier et novembre 1994 (Rhône, Durance, Calavon, Ouvèze), de décembre 1997, de  novembre 2000, de mai 2008 (Durance), de décembre 2003 (Rhône, Calavon), de septembre 1992 (Ouvèze), de septembre 2002 et de 2003 (Aygue, Rieu Foyro), de septembre 1958, de septembre 1992 (Ardèche), de septembre 1993 (Èze). Des cartes des surfaces inondables ont été établies pour trois scénarios : fréquent (crue de temps de retour de 10 ans à 30 ans), moyen (temps de retour de 100 ans à 300 ans) et extrême (temps de retour de l'ordre de 1 000 ans, qui met en défaut tout système de protection),. La commune a été reconnue en état de catastrophe naturelle au titre des dommages causés par les inondations et coulées de boue survenues en 1982, 1987, 1991, 1994, 2002, 2003, 2004 et 2011,.

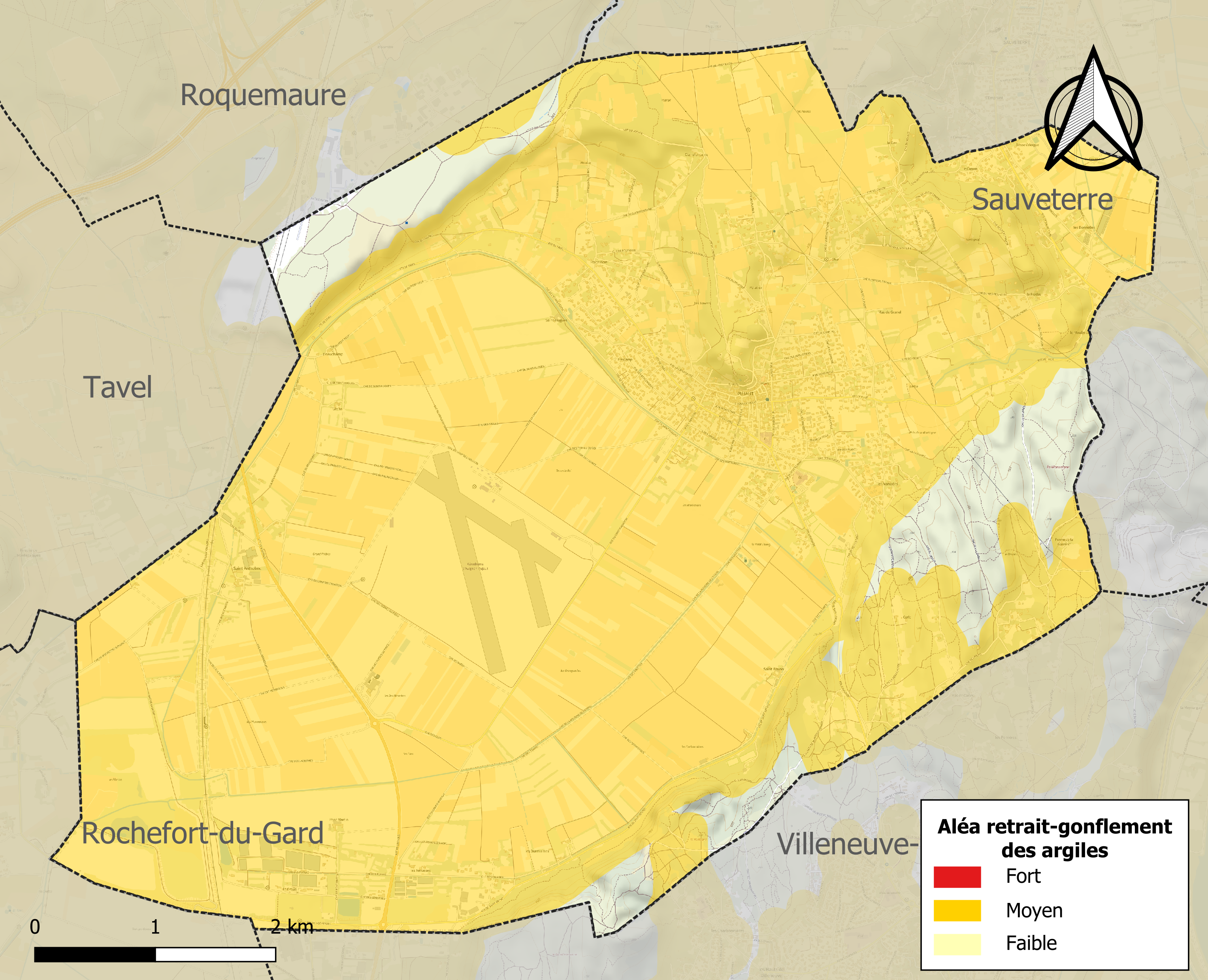
Carte des zones d'aléa retrait-gonflement des sols argileux de Pujaut.

Le retrait-gonflement des sols argileux est susceptible d'engendrer des dommages importants aux bâtiments en cas d’alternance de périodes de sécheresse et de pluie. 92,3 % de la superficie communale est en aléa moyen ou fort (67,5 % au niveau départemental et 48,5 % au niveau national). Sur les 1 717 bâtiments dénombrés sur la commune en 2019, 1715 sont en aléa moyen ou fort, soit 100 %, à comparer aux 90 % au niveau départemental et 54 % au niveau national. Une cartographie de l'exposition du territoire national au retrait gonflement des sols argileux est disponible sur le site du BRGM,.
Par ailleurs, afin de mieux appréhender le risque d’affaissement de terrain, l'inventaire national des cavités souterraines permet de localiser celles situées sur la commune.

#### Risques technologiques
La commune est exposée au risque industriel du fait de la présence sur son territoire d'une entreprise soumise à la directive européenne SEVESO.
Le risque de transport de matières dangereuses sur la commune est lié à sa traversée par des infrastructures routières ou ferroviaires importantes ou la présence d'une canalisation de transport d'hydrocarbures. Un accident se produisant sur de telles infrastructures est en effet susceptible d’avoir des effets graves au bâti ou aux personnes jusqu’à 350 m, selon la nature du matériau transporté. Des dispositions d’urbanisme peuvent être préconisées en conséquence.
La commune est en outre située en aval des barrages de Sainte-Croix et de Serre-Ponçon, deux ouvrages de classe A. À ce titre elle est susceptible d’être touchée par l’onde de submersion consécutive à la rupture d'un de ces ouvrages.

## Toponymie

### Attestations anciennes
Le nom du village de Pujaut est attesté sous les formes suivantes au cours de son histoire :
- Podio Alto en 1043[23],[24]
- Castrum Podii Alti en 1175
- Podium Altum en 1226
- Mons Altus en 1287
- Podio Alto en 1316
- Beata Maria de Monte Alto en 1347
- Podium Altum en 1384
- Pujault en 1551
- Le Prieuré de Pujaud en 1620
- La Commune de Pujault en 1633
- Pijaud en 1694
- Pujault en 1737
- Peujaut en 1789
- Pujaut en 1790

### Étymologie
Il s'agit d'un composé basé sur l'occitan pueg [pwe] « puy » suivi de l'adjectif aut « haut ». L'ancien français pui, puy signifie « colline, hauteur », mais est moins répandu que le mot de même étymologie et de même signification pueg/puèg (avec E ouvert en languedocien) écrit puech, pech, etc. du domaine occitan. L'un et l'autre remontent au gallo-roman podiu (bas latin podium) « petite éminence », issu du latin classique podium « mur très épais formant autour de l'arène de l'amphithéâtre une plate-forme dotée de sièges ».
Le nom provençal du village, Pijaù en norme mistralienne, est encore utilisé, comme en témoigne le nom du journal édité par la mairie Lou Pijoulen (Le Pujaulain). En graphie classique du provençal, le nom s'orthographie Pueg Aut. Le nom du village espagnol de Pujalt, en Catalogne, a la même étymologie, la proximité entre langues catalane et occitane ayant produit des noms très similaires.

## Histoire

### Préhistoire
Les premiers habitants de Pujaut étaient essentiellement des chasseurs et des pêcheurs. En 1882 sur les bords de l'étang de Pujaut, sont découverts des instruments datant de l'âge de bronze (2200 av. J.-C.). Les terres hautes étaient recouvertes de forêts et offraient peu de terres cultivables. Au bas du village, les eaux d’un étang venaient mourir au pied des remparts de ce bourg.

### Moyen-Âge
Un château surplombait les habitations. Il fut ruiné pendant la guerre des Albigeois.
Du Xe au XIIIe siècle, l’abbaye Saint-André de Villeneuve-lès-Avignon y est propriétaire de l’église paroissiale et d’un prieuré, et perçoit leurs revenus.
Vers l'an 1000 fut construite la chapelle Saint-Vérédème, de style roman. Au XIIe siècle, Pujaut fait partie des possessions de la dynastie des Raimond de Toulouse. Le Seigneur de Pujaut était alors un personnage important, accompagnant le Comte Alphonse II de Toulouse et signant comme témoin de nombreuses chartes, dont une charte latine en 1154. En 1340, le Cardinal Pierre Bertrandi ordonna la construction de l'église Saint-Jacques, où il se fit enterrer en 1349.

### Renaissance
Pendant les Guerres de Religion, Pujaut est pris par les Protestants en 1567, d'où il se retirèrent trois ans plus tard (le 24 février 1570), après avoir incendié une partie du village. À l'époque, les habitants étaient regroupés dans la partie haute du village entouré de remparts et de valats (fossés). Un autre centre de population important était celui du quartier du Canon, autour de la chapelle Saint-Vérédème.
Au fil des siècles, l’homme dessina à la force de ses bras des parcelles de terres, défrichant la forêt créant un parcellaire qui put accueillir, progressivement, cultures, vignes, oliviers et arbres fruitiers. Les bois ne donnaient pas suffisamment de gibier, et l'étang pas suffisamment de poisson, ce qui entraîna une période de grande pauvreté à Pujaut. Ainsi, après, de nombreuses privations, protestations, pétitions et, maintes discussions, les habitants réclament, fermement, plus de terres afin de pouvoir cultiver des céréales, et élever leurs enfants dignement. Pour ce faire, la communauté décida d’assécher l’étang (appelé Stagnum de Privaderiis au XIVe siècle), car les eaux couvraient une très importante superficie. En vertu d’une délibération du 27 octobre 1585 «...le sieur PELLETIER est autorisé à oster et égoutter l’eau qui est dans le lac ou estang de Pujaut, et le rende sec pour pouvoir cultiver, y faire terres, preds, moulins et cauquieres...» Finalement, ce fut un Lyonnais, M. de Montconis, qui put initier l'assèchement de l'étang, en 1603. L’entreprise d’assèchement dura longtemps, jusqu'en 1630, mais grâce au travail, et à la patience des hommes, l’essor du village a pu être possible.

### Époque moderne
En 1863, la ville de Pujaut est le premier foyer européen d'infestation du phylloxéra, selon de nombreux ouvrages traitant des crises agricoles dans la seconde moitié du XIXe siècle et le rapport de M. Bruno Vérédème Soulier, maire en 1863. Cette version est contestée par certains documents officiels de l'époque, qui situeraient le foyer dans la Crau en 1862.
Le résultat de l'assèchement de l'étang reste visible, car une vaste plaine fertile s’offre à l’agriculture et aux promeneurs. Au centre de ces terres, dès 1919, un aérodrome est créé en 1919. D'une trentaine d’hectares, en 1921 il devient terrain de secours par décret d’utilité publique. En octobre 1935, le Capitaine Frédéric Geille ouvre le Centre d'instruction au parachutisme (CIP) de l’Armée de l’air française. Tout premier centre de ce type en France, il fonctionne avec des Potez 62. Le premier Groupement d'infanterie de l'air (ou GIA) y voit le jour.
En 1965 la section Vol à voile de l’Aéroclub Vauclusien s’y implante, puis le Centre-école régional Languedoc-Méditerranée, classé actuellement 3e forme de sauts de France.

## Armoiries
En 1694, sous Louis XIV, Pujaut, nommé alors Pijaud, "bénéficia" de la campagne de dotation d'armoiries taxées par Charles René d'Hozier et reçut :
de gueules, à un puits d’argent, surmonté de trois fleurs de lis d'or rangées en chef.
Le "puits" du blason est une allusion à "puy", par le système très en vogue des armes parlantes fonctionnant par rébus/jeux de mots ; "puy" étant la base étymologique du nom de la commune.
Cependant, ce blason n'est pas celui figurant sur les plaques de rue et utilisé dans tous les documents officiels de la commune. Le blason courant figure un trapèze couramment interprété comme étant un "puy", soutenu par une étendue d'eau, interprétable comme l'ancien étang de Pujaut.

Blason suivant D'Hozier.
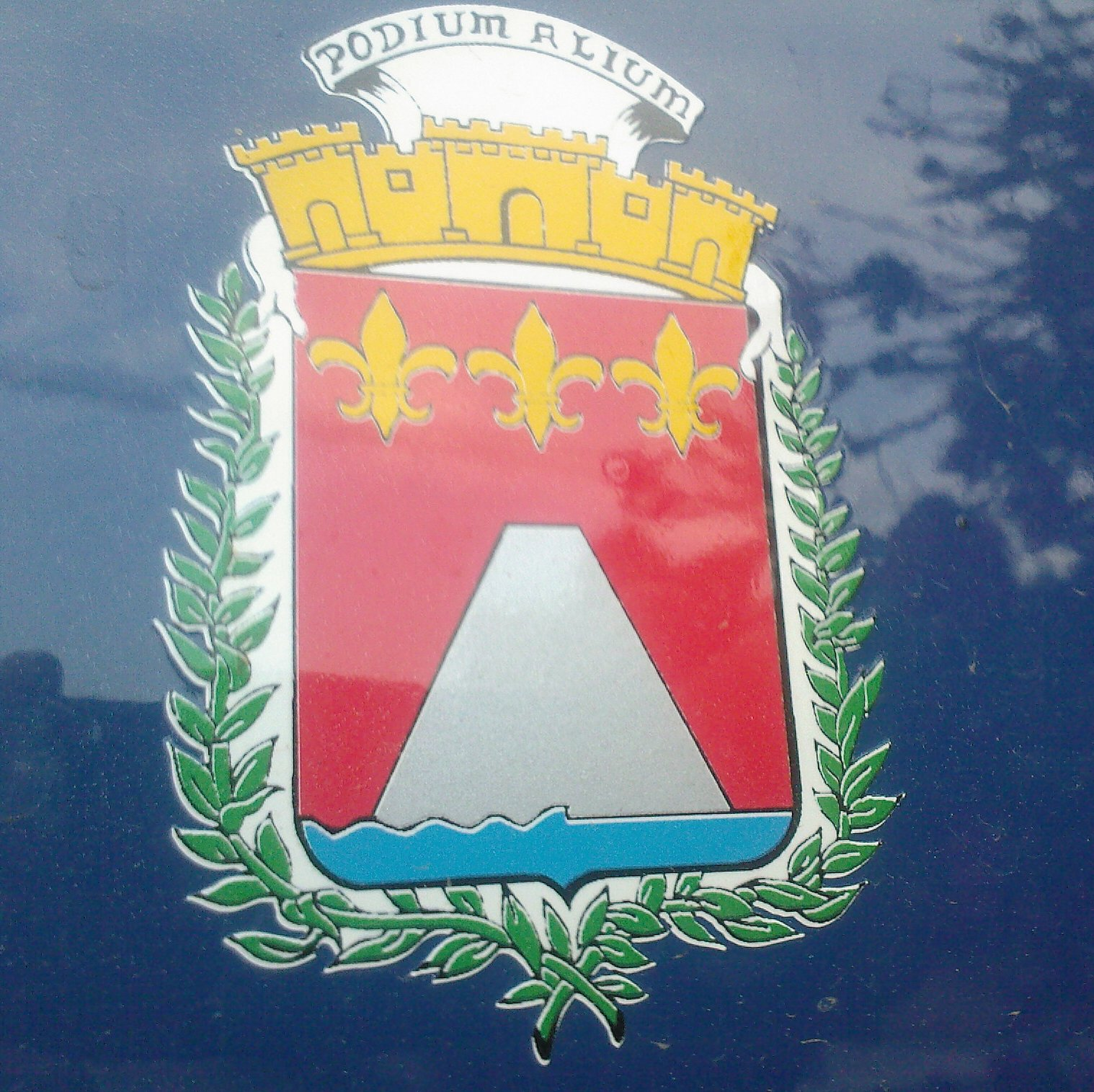
Blason sur une plaque de rue.

## Politique et administration

### Liste des maires
| Période        | Période        | Identité                       | Étiquette | Qualité |
| -------------- | -------------- | ------------------------------ | --------- | ------- |
| janvier 1790   | janvier 1791   | Jean Soulier                   |           |         |
| janvier 1791   | décembre 1792  | Michel Anastay                 |           |         |
| décembre 1792  | novembre 1794  | Joseph Laurent                 |           |         |
| novembre 1794  | novembre 1795  | Antoine Anastay                |           |         |
| novembre 1795  | septembre 1798 | Jean Jouffret Père             |           |         |
| septembre 1798 | août 1800      | Esprit Vidal                   |           |         |
| août 1800      | juin 1803      | Jean-Léon Soulier              |           |         |
| 1803           | 1830           | Antoine Sylvestre Anastay      |           |         |
| 1831           | 1834           | Martin-Vidal                   |           |         |
| 1834           | 1835           | François Jouffret              |           |         |
| 1835           | 1840           | Antoine Laurent                |           |         |
| 1840           | juillet 1869   | Jean-François Frédéric Soulier |           |         |
| juillet 1869   | mars 1874      | Jean Spiridon Bouvet           |           |         |
| mars 1874      | 1877           | Bruno Vérédème Soulier         |           |         |
| 1876           | 1877           | Calixte Jouffret               |           |         |
| 1877           | 1878           | Bruno Vérédème Soulier         |           |         |
| 1878           | 1888           | Calixte Jouffret               |           |         |
| mai 1888       | mai 1896       | François Jouffret              |           |         |
| mai 1896       | mai 1900       | Lubin Ricard                   |           |         |
| mai 1900       | mai 1904       | Lucien Ricard                  |           |         |
| mai 1904       | mai 1908       | Léopold Cassagnettes           |           |         |
| mai 1908       | septembre 1909 | Louis Guillaumont              |           |         |
| septembre 1909 | décembre 1919  | Léon Ricard                    |           |         |
| décembre 1919  | mai 1925       | Jean-Louis Cambe               |           |         |
| mai 1925       | juillet 1935   | Louis David                    |           |         |
| juillet 1935   | mars 1965      | Appolinaire Laurent            |           |         |
| mars 1965      | mars 2001      | Jacques Rouchette              | SE        |         |
| mars 2001      | juin 2020      | Guy David                      | SE        |         |
| juin 2020      | En cours       | Sandrine Soulier               | SE        |         |

### Enseignement
- Ecole maternelle Li Pequelet
- Ecole primaire mixte

### Canton
Pujaut fait partie du Canton de Villeneuve-lès-Avignon, dont le conseiller général est Patrick Vacaris (UMP, maire de Rochefort-du-Gard).

## Démographie
L'évolution du nombre d'habitants est connue à travers les recensements de la population effectués dans la commune depuis 1790. Pour les communes de moins de 10 000 habitants, une enquête de recensement portant sur toute la population est réalisée tous les cinq ans, les populations de référence des années intermédiaires étant quant à elles estimées par interpolation ou extrapolation. Pour la commune, le premier recensement exhaustif entrant dans le cadre du nouveau dispositif a été réalisé en 2004.

En 2022, la commune comptait 3 911 habitants, en évolution de −7,82 % par rapport à 2016 (Gard : +2,97 %, France hors Mayotte : +2,11 %).
| 1790  | 1793 | 1800 | 1806  | 1821  | 1831  | 1836  | 1841  | 1846  |
| ----- | ---- | ---- | ----- | ----- | ----- | ----- | ----- | ----- |
| 1 000 | 906  | 998  | 1 057 | 1 178 | 1 297 | 1 362 | 1 390 | 1 546 |

| 1851  | 1856  | 1861  | 1866  | 1872  | 1876  | 1881  | 1886  | 1891  |
| ----- | ----- | ----- | ----- | ----- | ----- | ----- | ----- | ----- |
| 1 533 | 1 606 | 1 624 | 1 601 | 1 546 | 1 437 | 1 152 | 1 093 | 1 101 |

| 1896  | 1901  | 1906  | 1911  | 1921 | 1926 | 1931  | 1936  | 1946  |
| ----- | ----- | ----- | ----- | ---- | ---- | ----- | ----- | ----- |
| 1 066 | 1 057 | 1 090 | 1 094 | 991  | 985  | 1 061 | 1 037 | 1 064 |

| 1954  | 1962  | 1968  | 1975  | 1982  | 1990  | 1999  | 2004  | 2006  |
| ----- | ----- | ----- | ----- | ----- | ----- | ----- | ----- | ----- |
| 1 038 | 1 083 | 1 219 | 1 533 | 2 465 | 2 911 | 3 242 | 3 723 | 3 881 |

| 2009  | 2014  | 2019  | 2022  | - | - | - | - | - |
| ----- | ----- | ----- | ----- | - | - | - | - | - |
| 3 960 | 4 139 | 3 921 | 3 911 | - | - | - | - | - |

## Économie

### Revenus
En 2018  (données Insee publiées en septembre 2021), la commune compte 1 748 ménages fiscaux, regroupant 4 309 personnes. La médiane du revenu disponible par unité de consommation est de 25 280 € (20 020 € dans le département). 62 % des ménages fiscaux sont imposés (43,9 % dans le département).

### Emploi
|                | 2008   | 2013  | 2018  |
| -------------- | ------ | ----- | ----- |
| Commune        | 6,1 %  | 6,8 % | 6,4 % |
| Département    | 10,6 % | 12 %  | 12 %  |
| France entière | 8,3 %  | 10 %  | 10 %  |

En 2018, la population âgée de 15 à 64 ans s'élève à 2 440 personnes, parmi lesquelles on compte 75,5 % d'actifs (69,1 % ayant un emploi et 6,4 % de chômeurs) et 24,5 % d'inactifs,. Depuis 2008, le taux de chômage communal (au sens du recensement) des 15-64 ans est inférieur à celui de la France et du département.
La commune fait partie de la couronne de l'aire d'attraction d'Avignon, du fait qu'au moins 15 % des actifs travaillent dans le pôle,. Elle compte 736 emplois en 2018, contre 803 en 2013 et 787 en 2008. Le nombre d'actifs ayant un emploi résidant dans la commune est de 1 710, soit un indicateur de concentration d'emploi de 43,1 % et un taux d'activité parmi les 15 ans ou plus de 55,4 %.
Sur ces 1 710 actifs de 15 ans ou plus ayant un emploi, 278 travaillent dans la commune, soit 16 % des habitants. Pour se rendre au travail, 88,6 % des habitants utilisent un véhicule personnel ou de fonction à quatre roues, 3,3 % les transports en commun, 4,3 % s'y rendent en deux-roues, à vélo ou à pied et 3,8 % n'ont pas besoin de transport (travail au domicile).

### Activités hors agriculture

#### Secteurs d'activités
387 établissements sont implantés  à Pujaut au 31 décembre 2019. Le tableau ci-dessous en détaille le nombre par secteur d'activité et compare les ratios avec ceux du département,.
| Secteur d'activité                                                                                        | Commune | Commune | Département |
| Secteur d'activité                                                                                        | Nombre  | %       | %           |
| --- | ------- | ------- | ----------- |
| Ensemble                                                                                                  | 387     | 100 %   | (100 %)     |
| Industrie manufacturière, industries extractives et autres                                                | 35      | 9 %     | (7,9 %)     |
| Construction                                                                                              | 53      | 13,7 %  | (15,5 %)    |
| Commerce de gros et de détail, transports, hébergement et restauration                                    | 92      | 23,8 %  | (30 %)      |
| Information et communication                                                                              | 15      | 3,9 %   | (2,2 %)     |
| Activités financières et d'assurance                                                                      | 8       | 2,1 %   | (3 %)       |
| Activités immobilières                                                                                    | 20      | 5,2 %   | (4,1 %)     |
| Activités spécialisées, scientifiques et techniques et activités de services administratifs et de soutien | 62      | 16 %    | (14,9 %)    |
| Administration publique, enseignement, santé humaine et action sociale                                    | 54      | 14 %    | (13,5 %)    |
| Autres activités de services                                                                              | 48      | 12,4 %  | (8,8 %)     |

Le secteur du commerce de gros et de détail, des transports, de l'hébergement et de la restauration est prépondérant sur la commune puisqu'il représente 23,8 % du nombre total d'établissements de la commune (92 sur les 387 entreprises implantées  à Pujaut), contre 30 % au niveau départemental.

#### Entreprises et commerces
Les cinq entreprises ayant leur siège social sur le territoire communal qui génèrent le plus de chiffre d'affaires en 2020 sont : 
- NCEM, commerce de détail de fruits et légumes en magasin spécialisé (2 810 k€)
- Concept House, construction de maisons individuelles (452 k€)
- SARL Blany, transports routiers de fret interurbains (271 k€)
- La Grosillère, activités des marchands de biens immobiliers (120 k€)
- Cameo Réalisations, ingénierie, études techniques (120 k€)

Pujaut possède quelques industries sur le territoire communal comme KP1 ou ASHLAND Polyester.

### Agriculture
La commune est dans la vallée du Rhône, une petite région agricole occupant la frange est du département du Gard. En 2020, l'orientation technico-économique de l'agriculture  sur la commune est la viticulture.
|               | 1988  | 2000  | 2010 | 2020 |
| ------------- | ----- | ----- | ---- | ---- |
| Exploitations | 121   | 73    | 48   | 41   |
| SAU (ha)      | 1 394 | 1 368 | 967  | 739  |

Le nombre d'exploitations agricoles en activité et ayant leur siège dans la commune est passé de 121 lors du recensement agricole de 1988  à 73 en 2000 puis à 48 en 2010 et enfin à 41 en 2020, soit une baisse de 66 % en 32 ans. Le même mouvement est observé à l'échelle du département qui a perdu pendant cette période 61 % de ses exploitations,. La surface agricole utilisée sur la commune a également diminué, passant de 1 394 ha en 1988 à 739 ha en 2020. Parallèlement la surface agricole utilisée moyenne par exploitation a augmenté, passant de 12 à 18 ha.

#### Viticulture
L'économie du village est essentiellement dominée par la viticulture (Cellier des Chartreux) et les activités de l'aérodrome d'Avignon-Pujaut. Dernièrement, le village a connu un fort attrait touristique, surtout durant la période du Festival d'Avignon. Sa croissance démographique a aussi amené une augmentation de la part des services dans l'économie pujaulaine.

#### Huile d'olive de Provence AOC

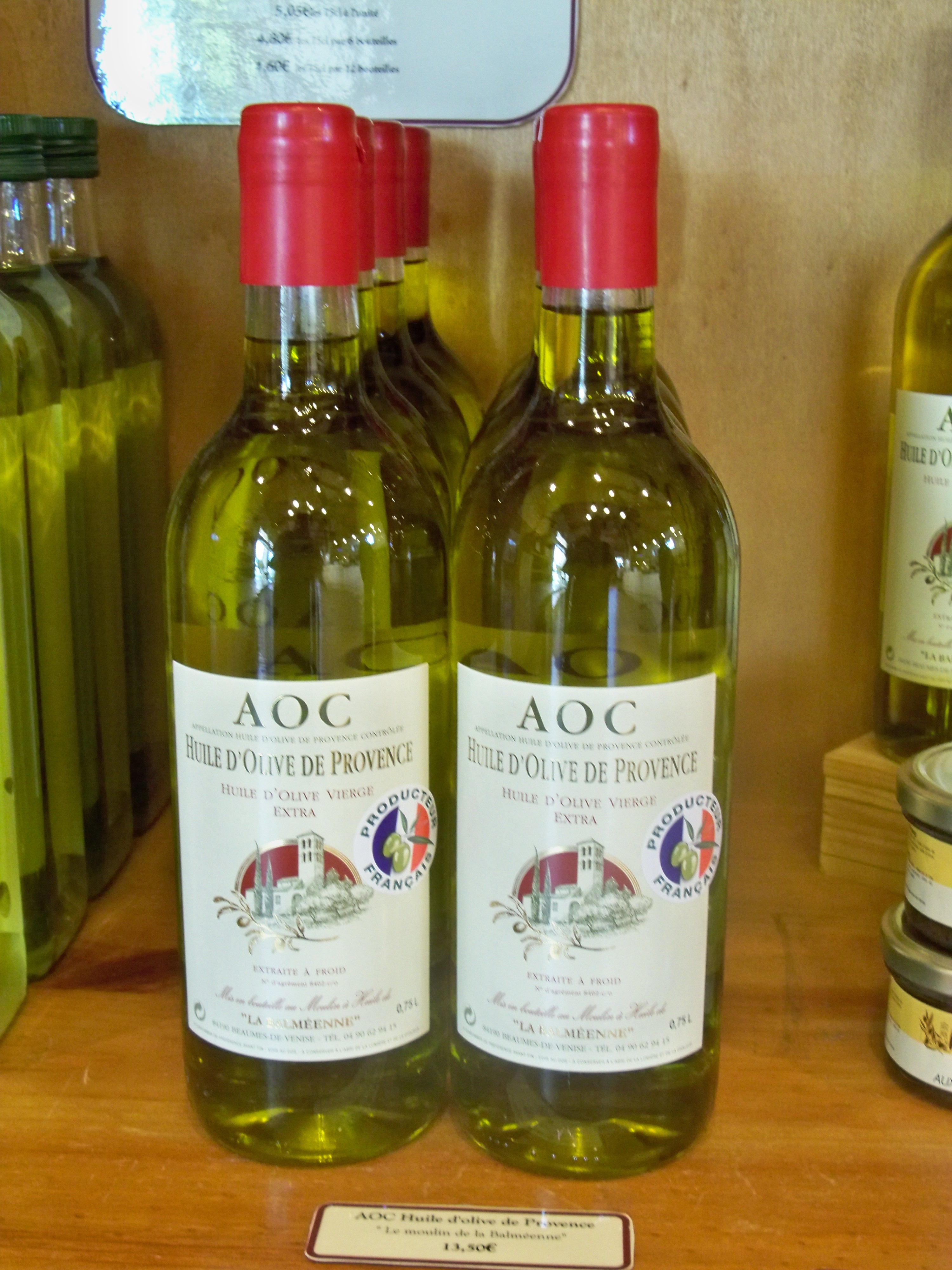
Huile d'olive de Provence AOC.

L'huile d'olive de Provence est protégée par une appellation d'origine contrôlée (AOC) à la suite d'une enquête diligentée par l'INAO, dont les conclusions ont été déposées auprès de la commission le 26 octobre 2006, réunie à Arles. La signature du décret parut au Journal officiel le 14 mars 2007
Pour pouvoir postuler à l'AOC, l'huile d'olive de Provence doit être élaborée à base des variétés aglandau, bouteillan, cayon, salonenque ainsi que celles dénommées localement brun, cayet, petit ribier et belgentiéroise. Il faut au moins deux de ces variétés principales présentes au sein de l'oliveraie,.

## Culture locale et patrimoine

### Lieux et monuments

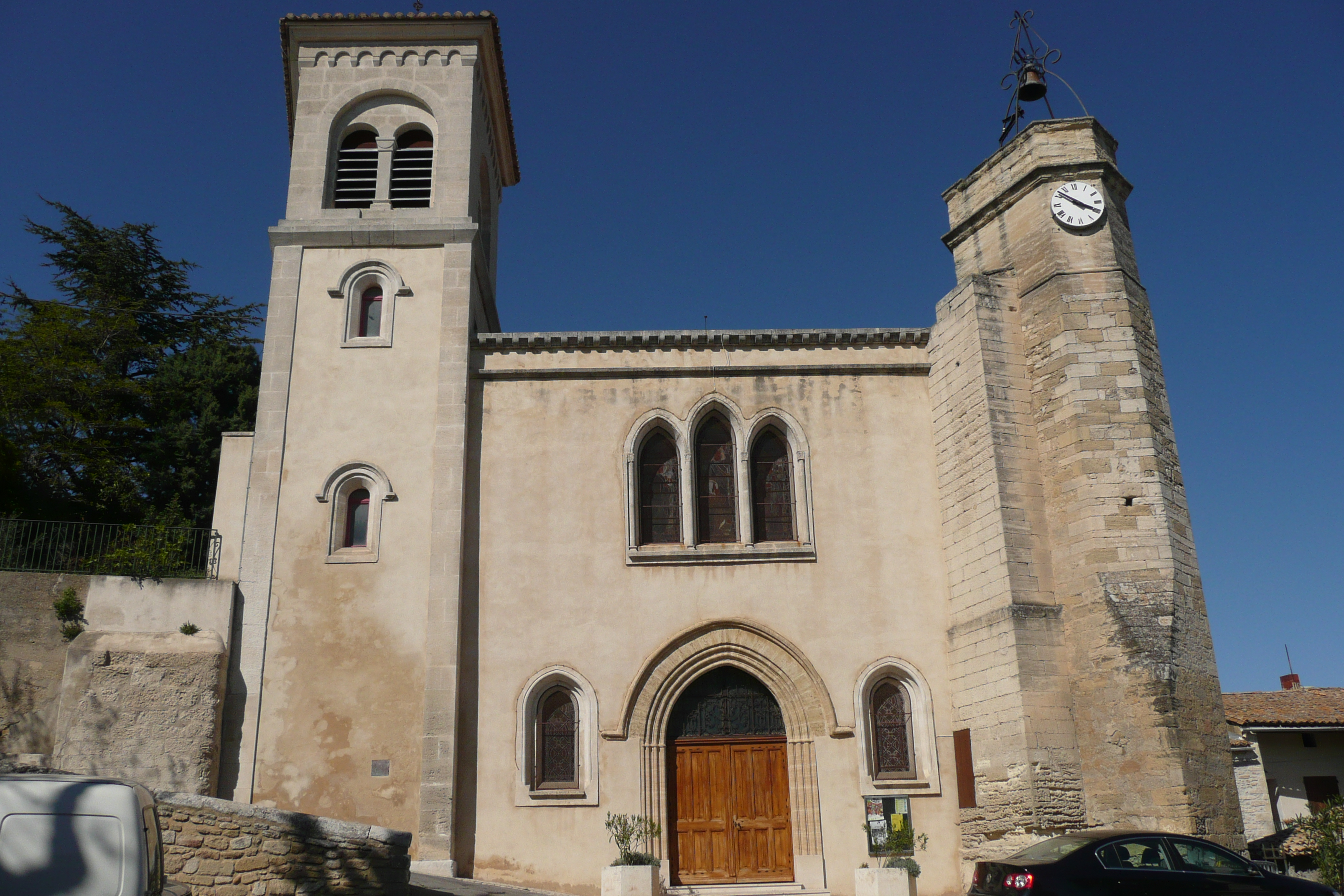
Église Saint-Jacques.

Pujaut possède un aérodrome reconnu pour son parachutisme, la base est la plus grande de France et une des plus grandes d'Europe avec un terrain d'1 km sur 1,2 km.
Les monuments principaux du village sont :
- Ses lavoirs.
- Église Saint-Jacques de Pujaut datant du XIVe siècle, dont la construction fut demandée par le cardinal Pierre de Bertrandi. L'une de ses cloches date de 1512, classée Monument Historique, elle est l'une des plus anciennes du Gard.
- Notre-Dame du Château, monument à la Vierge élevé en 1863 sur la colline nommée "Lou Mourre de Castèu" (la colline du château).
- Les trois fermes de l’ordre des Chartreux : St Bruno - St Hugues - St Anthelme.
- La chapelle du Xe siècle de l’ordre des Bénédictins Saint Vérédème, ainsi que la ferme.
- Le site du moulin à vent, classé point géodésique de l'IGN qui permet d’avoir un panorama incomparable sur tous les alentours.
- Le centre ancien et ses ruelles.

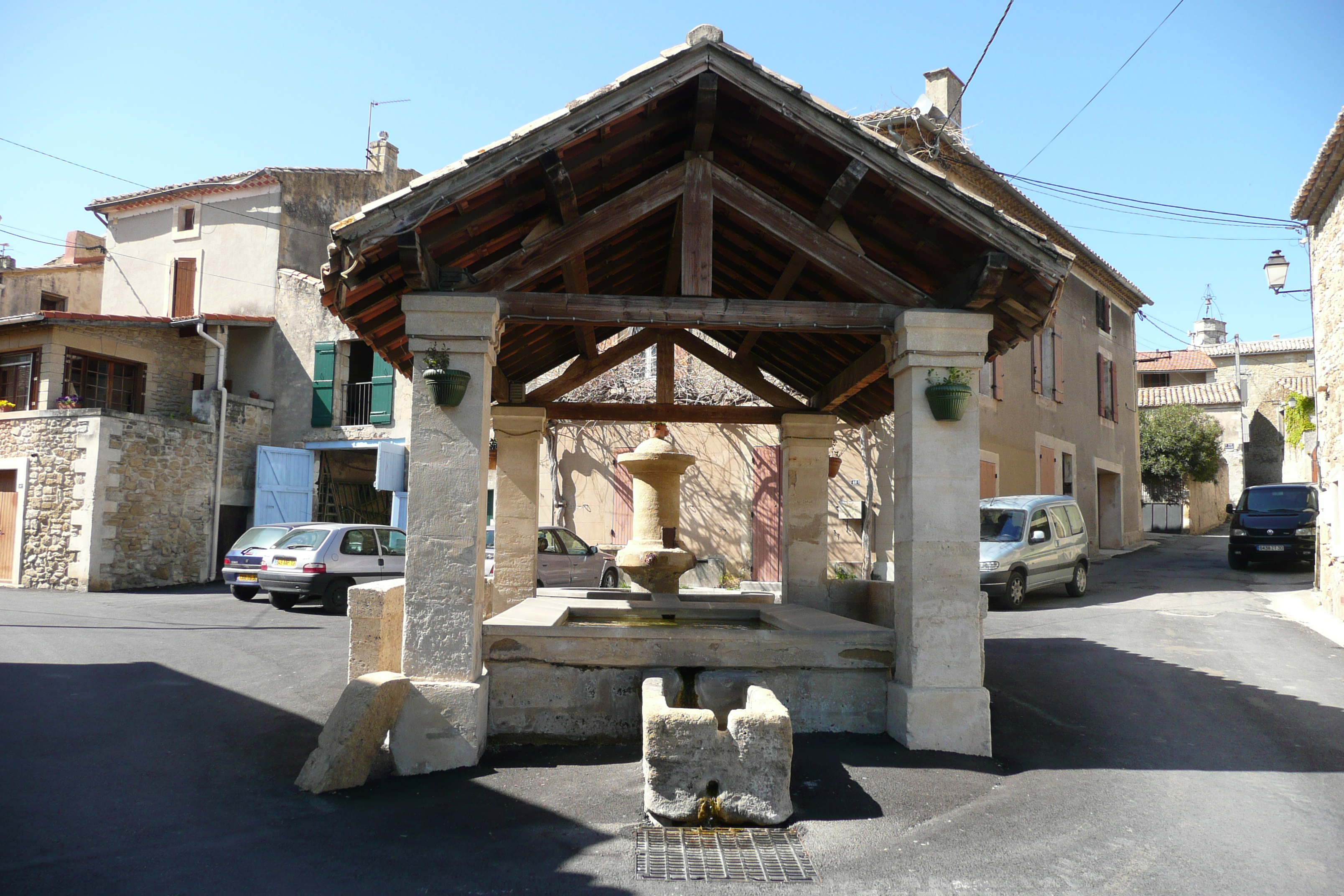
Un des lavoirs du village.
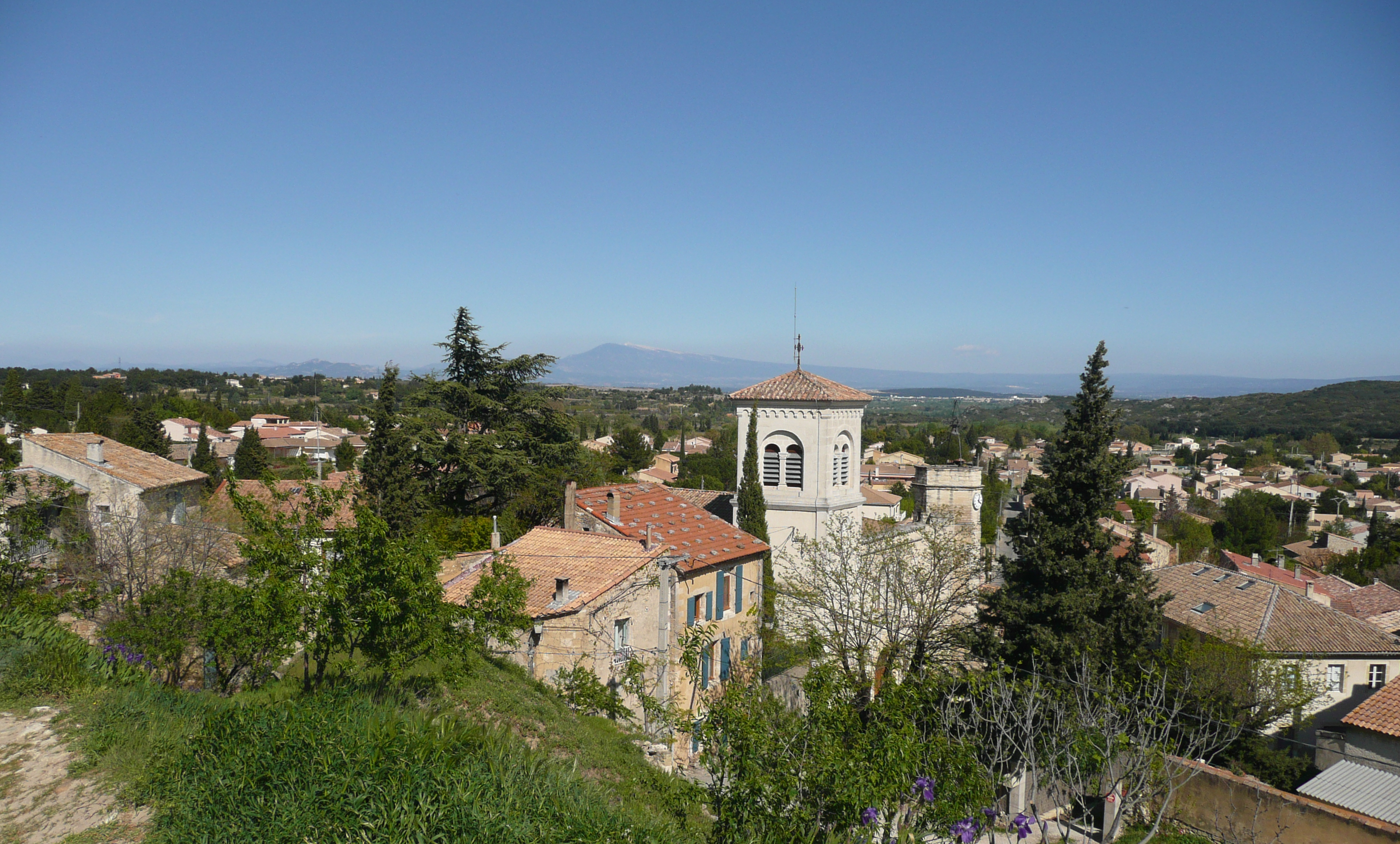
Vue sur le village, avec le Mont Ventoux en fond.
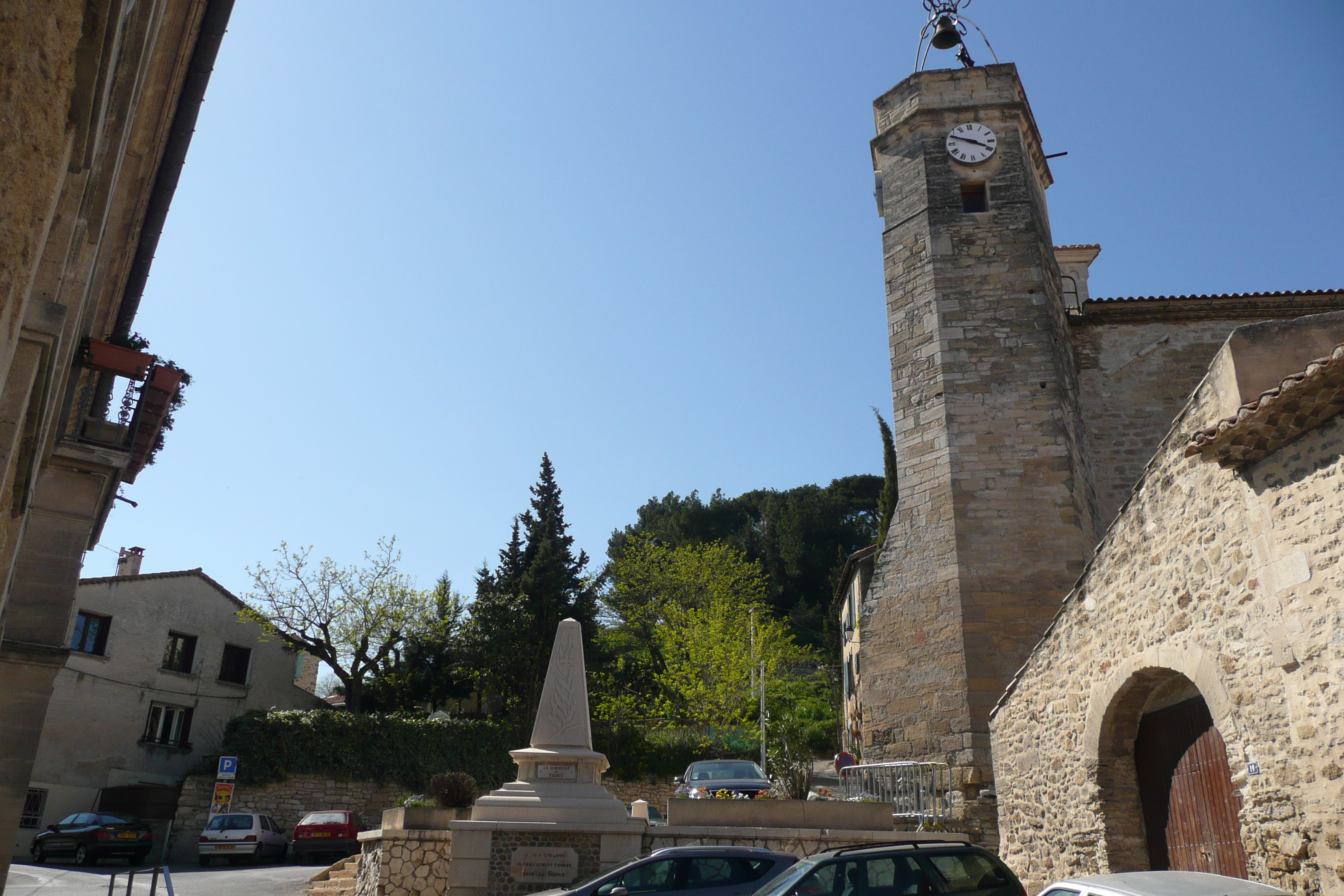
L'église Saint-Jacques.
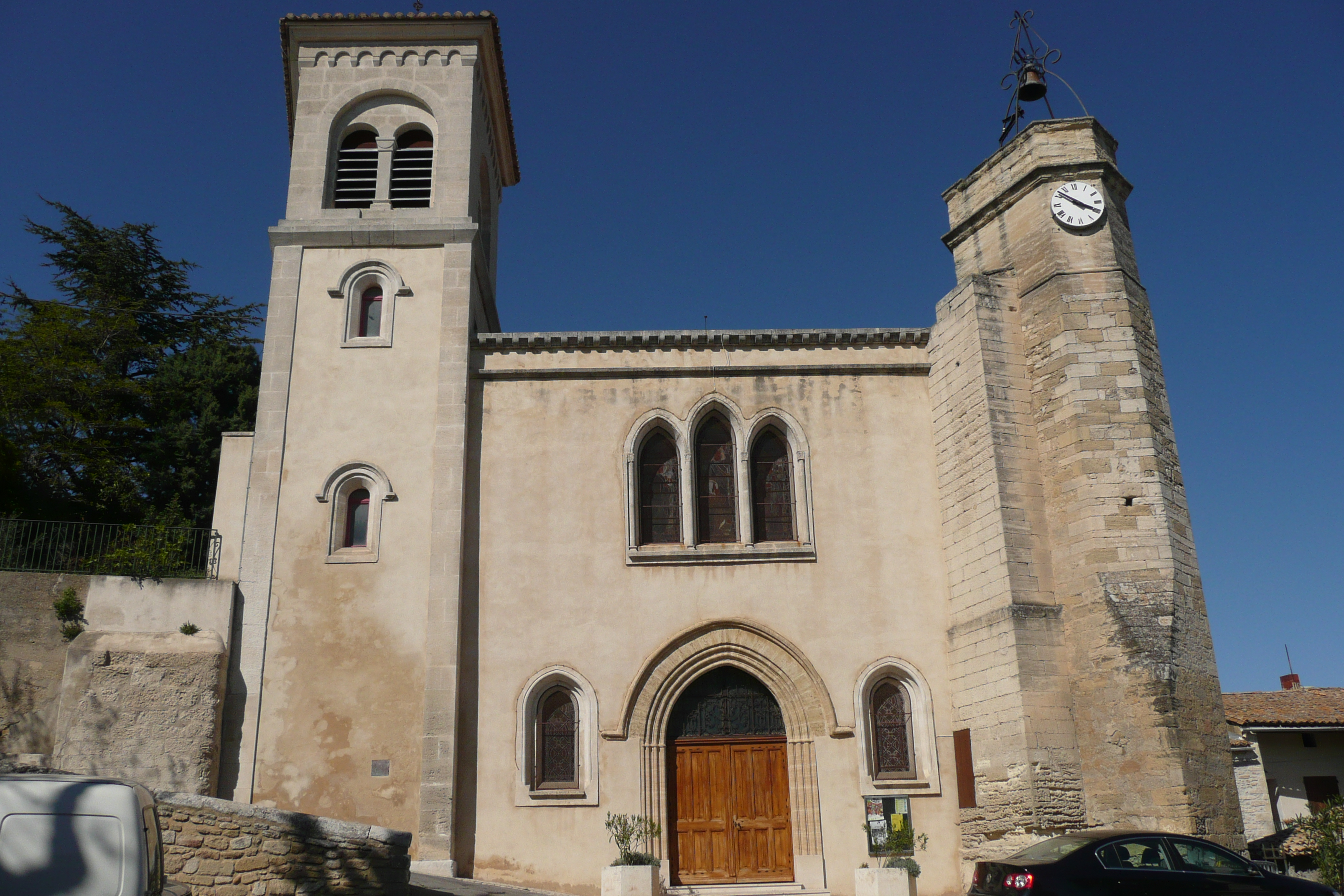
Église Saint-Jacques